# Симон Сегуан
Симон Сегуан (на френски: Simone Segouin) е известена още с псевдонима си Никол Мине (на френски: Nicole Minet) е част от френската съпротива през 1944 г. и е служила в група на стрелци и партизани.

## Биография
Родена е на 3 октомври 1925 г. в Тивар, Йор е Лоар. Дъщеря е на земеделски производители и израства заобиколена от трима братя, като работи в семейната ферма. През 1944 г. на 19-годишна възраст Симон влиза в съпротивата на Франция. Тя е една от малкото жени, които участват в улични боеве, което ѝ придава уникално и уважаващо място в съпротивата. Включва се активно в освобождаването на Шартър и околностите му след това и освобождаването на Париж.

## Признателност
Присъства на освобождаването на Шартър през 23 август, 1944 г., и освобождението на Париж. За нейния кураж и отдаденост е повишена в лейтенант и през 1946 г. получава награда – Кръст на войната и улица в Йор е Лоар е именувана на нея.